# Пио Бароха
Пио Бароха и Неси (на испански: Pío Baroja y Nessi, испански стил на име – лично Пио, фамилно Бароха (бащино) и Неси (майчино)) е
испански романист от баските провинции, ключов член на групата на писателите, известни като Поколение '98. Считан е за най-значимия испански романист на своето поколение. Завършва обучение по медицина, но я напуска, за да се посвети на литературата и се превръща в най-популярния испански романист на 20 век. От неговите няколко трилогии най-четената в чужбина се отнася до подземния свят на Мадрид – „La lucha por la vida“ (анг. The struggle for existence, Борбата за съществуване, 1904), включваща „La Busca“ (анг. The Quest, Търсенето, превд. анг. 1922), „Mala hierba“ (анг. Weeds, Бурени, превд. анг. 1923) и „Aurora Roja“ (анг. Red Dawn, Червена зора, превд. анг. 1924). Най-дългият цикъл (22 тома) има исторически произход и е известен като „Memorias de un hombre de accion“ (Memoirs of a man of action, Мемоари на дейния човек). Романите на Пио Бароха са силни, макар свободно композирани, характеризиращи се със свободен, но и лиричен стил и подводно течение на социално недоволство.
След като получава медицинска степен, Бароха практикува медицина за кратко време в едно село в северната част на Испания, като по-късно се завръща в Мадрид, за да работи в семейната пекарна. Като член на Поколение '98, Бароха въстава срещу затъпяването на испанския живот. Първите му две книги, сборник с разкази, „Vidas sombrias“ (Мрачни животи, 1900), и един роман, „La Casa de Aizgorri“ (Къщата на Aizgorri, 1900, превд. анг. 1958), ясно показват посоката, която по-късната му работа ще предприеме. В опитите да се събудят хората към действие, той написва 11 трилогии, които се занимават със съвременните социални проблеми, най-известната от които – „La lucha por la vida“ (Борбата за живот, 1904, превд. анг. 1922 – 1924), обрисува мизерията и нищетата в бедните квартали на Мадрид. Самият той, твърд бунтовник и свободомислещ човек, Бароха пише надълго и нашироко за скитници и хора, които отразяват собственото му мислене – „El arbol de la ciencia“ (Дървото на познанието, 1911, превд. анг. 1928) основно се смята за автобиографична. От почти 100-те романа, който е написал, най-амбициозният проект е „Memorias de un hombre de accion“ (Мемоари на дейния човек, 1913 – 1928) – серия от 14 романа и 8 тома кратки разкази, занимаващи се с бунтовника на 19 век и неговата епоха. Един от най-добрите му романи, „Zalacain el aventurero“ (Залакайн приключенецът, 1909), е написан в умишлено рязък стил, отразяващ визията на Бароха за реалността като объркана и разстроена.
Заради анти-християнските му възгледи, упоритото отстояване за неподчинение, както и малко по-песимистичното отношение, романите на Бароха никога не постигат голяма популярност. Неговият изразителен и неукрасен стил, който силно разчита на сдържаност, се предполага, че е имал голямо влияние върху Ърнест Хемингуей – той е сред големите поклонници на Пио Бароха, като дори е смятал, че Бароха заслужава Нобелова награда за литература повече от самия него.
Испанският писател и есеист Пио Бароха и Неси се нарежда като един от най-големите писатели на Поколение '98 на Испания. Много негови творби последователно разкриват остра критика към неговата страна и песимистичен възглед за живота.

## Живот и творчество
Пио Бароха е роден на 28 декември 1872 г. в Сан Себастиан. През 1879 г. семейството се премества в Мадрид, където на 15 той започва да учи медицина. Получава докторска степен по медицина в университета в Мадрид през 1893 г. и прекарва следващата година като провинциален лекар в Сестона, малък баски град. Отвратен от трудностите и дребните интриги на селския живот, Бароха се отказва от медицинския си пост през 1895 г. и на следващата година се присъединява към брат си Ricardo в управлението на пекарна в Мадрид. Шокът от Испанско-американската война (в която Испания губи и последните си империалистически колонии в Латинска, Южна Америка) през 1898 г. предизвика в него, както и в много от неговите съвременници, протест срещу социалните злоупотреби в Испания и корозивното влияние на Католическата Църква. Към края на 1898 г. започва да допринася за статии на списание Revista Nueva (Ново списание) и прави първото от многото пътувания до Париж. Две години по-късно Бароха публикува „Vidas sombrias“ (Тъмни животи, 1900) – колекция от кратки разкази, и първия му роман – „La casa de Aizgorri“ (Къщата на Aizgorri, 1900) – депресиращо-потискаща приказка за разрушението в едно семейство с алкохолни неволи. Този роман, „El mayorazgo de Labraz“ (Властелинът на Лабрас, 1903) и „Zalacain el aventurero“ (Залакайн приключенецът, 1909) образуват първата трилогия – „Tierra Vasca“ (Страната на баските, Земя на баски). Бароха групира повечето от романите си в цикли или трилогии.
След като фурната се проваля през 1902 г., Бароха се посвещава изцяло на писането като завършва и издава по две или повече книги, почти всяка година до смъртта си през 1956. Изключително срамежлив е и с изключение на няколко пътувания в чужбина, живее уединено и заседнало. Написва най-добрите си романи между 1902 г. и 1912 г., като сред тях са „Camino de perfeccion“ (Път към съвършенство, 1902), „La busca“ (Търсенето), „Mala hierba“ (Бурени) и „Aurora roja“ (Червена зора, 1904), „La feria de los discretos“ (1905), „Paradox rey“ (Крал Парадокс, 1906) и „El arbol de la ciencia“ (Дървото на познанието, 1911). Пише също и дузина тома есета, от които автобиографичният „Juventud, egolatria“ (Младост, еготизъм, 1917) е най-известният.
Героите на Бароха са герои от подземния свят – скитници, авантюристи, компаньонки (проститутки), анархисти, чиито цинизъм и бунтарски дух олицетворява идеала на автора за живота в действие. Бароха е вярвал, че само действията имат някаква положителна стойност в един враждебен и абсурден свят. Личният провал е доминиращата тема в типичния „Барохов“ роман. Тъй като героите са отдадени само за живота на действието, те нямат конструктивна цел и са обречени на окончателна разруха. Техниките, които е използвал, за да изобразят действието в романите му, са жертва на структура за сметка на почти случаен поток от хора, места, сюжети и подсюжети, както и използването на един стил, белязан от къси, малки, накъсани параграфи.
Пио Бароха се радва на значителна известност както в рамките на Испания, така и в чужбина, като много от романите му са преведени на английски език. През 1935 г. той е приет в Испанската кралска академия. Неговите творби са повлияни много млади писатели, особено Ърнест Хемингуей, който посещава Бароха в Мадрид през 1956 г., за да изкаже своята признателност и дълг към него.
Бароха умира на 30 октомври 1956 г., на 83-годишна възраст.

## Приказното в творбите на Пио Бароха
Пио Бароха е съвременен испански писател, чиито главни герои обикновено са непокорни хора на действието. Стилът Бароха е възхваляван за своята спонтанност и жизненост, но също е бил характеризиран и като тромав. Бароха предпочита да пише романи през целия си живот, но съставя няколко кратки истории, някои от които могат да се считат за новели (novel – роман, novella – новела, по-кратка от роман). С течение на времето приказките на Бароха стават по-реалистични, но в началната колекция от кратки разкази „Vidas sombrias“ (Тъмни животи, 1900) той включва няколко фантастични разказа: „Medium“ (Медиум, 1900), „El trasgo“ (Злият дух, 1900) и „El reloj“ (Часовникът, 1900). Сред късите романи, струва да се отбележи „La dama de Urtubi“ (Дамата на Уртуби, 1916) – една история за магьосничество в страната на баските, родното място на писателя, и „La casa del crimen“ (Къщата на престъпността, 1920). В последния се появяват призраци на мъртви хора, един човек е погребан жив, а друг герой губи ума си след убийството на родственик, което прави тази история равна на най-доброто от По.